# Controlador de automatización programable
Un controlador de automatización programable, o PAC (del inglés Programmable Automation Controller), es una tecnología industrial orientada al control automatizado, al diseño de prototipos y a la medición. El PAC se refiere al conjunto formado por un controlador (una CPU típicamente), módulos de entradas y salidas, y uno o múltiples buses de datos que lo interconectan todo.
Este controlador combina eficientemente la fiabilidad de control de un autómata (controlador lógico programable o PLC) junto a la flexibilidad de monitorización y cálculo de un PC. A veces incluso se le une la velocidad y personalización de la microelectrónica. Los PACs pueden utilizarse en el ámbito investigador (prototipaje rápido de controladores o RCP), pero es sobre todo en el industrial, para control de máquinas y procesos, donde más se utiliza. A destacar los siguientes: múltiples lazos cerrados de control independientes, adquisición de datos de precisión, análisis matemático y memoria profunda, monitorización remota, visión artificial, control de movimiento y robótica, seguridad controlada, etc.
Los PAC se comunican usando los protocolos de red abiertos como TCP/IP, OPC (OLE for process control), SMTP, puerto serie (con Modbus por ejemplo), etc, y es compatible con los privados (CAN, Profibus, etc).
Un ejemplo claro de utilización es en un sistema de control de un proceso determinado. El elemento controlador es el sitio donde se toman todas las decisiones sobre las acciones a tomar. Se le puede considerar el "cerebro" del sistema. Debe tomar decisiones basadas en ciertas pautas o valores requeridos. Los valores establecidos son introducidos en el sistema por el hombre.